# Ernst Hofbauer
Ernst Hofbauer (* 22. August 1925 in Wien; † 24. Februar 1984 in München) war ein österreichischer, in Deutschland tätiger Filmregisseur und Drehbuchautor.

## Leben
Hofbauer besuchte nach der Entlassung aus der Kriegsgefangenschaft das Max-Reinhardt-Seminar in Wien, studierte aber auch zwei Semester Zahnmedizin. In den 1950er Jahren war er als Regieassistent an zahlreichen Spielfilmen beteiligt. Seit Beginn der 1960er Jahre lebte Hofbauer in München und wurde 1961 Regisseur des aus Großbritannien übernommenen Reality-Formats Vorsicht Kamera mit Chris Howland. 1969 führte er Regie bei den ersten 26 Episoden (Staffel 1 und 2) der ZDF-Serie Percy Stuart. 
Von 1964 bis 1983 war Hofbauer in mehr als 30 Filmen als Regisseur tätig. Er begann mit Krimis und Abenteuerfilmen, doch der weitaus größte Teil seiner Filme ist dem Erotik- bzw. „Softporno“-Genre zuzurechnen: Wenn die prallen Möpse hüpfen sowie die pseudodokumentarische Reihe Schulmädchen-Report, die er in 9 von 13 Teilen leitete. Teilweise drehte er mehrere Filme pro Jahr.
Hofbauer rekrutierte bevorzugt junge, unerfahrene Schauspielerinnen oder Akteure mit Softporno-Vergangenheit. Die Handlung war banal. Von vielen anderen deutschen Billigproduktionen jener Zeit hoben sich Hofbauers Streifen allerdings durch handwerkliches Können ab. 
Bemerkenswert ist die damalige öffentliche Resonanz und der Erfolg seiner Werke. So wurden die Schulmädchen-Reporte nach einem Buchreport von Günther Hunold gerne als aufklärerische Filmreihe deklariert. Das öffentliche Interesse an Sexualität war in der Zeit der 1960er und Anfang der 1970er Jahre äußerst groß, die Filme stellten eine Art Tabubruch dar. Mitte der 1970er Jahre nahm das Interesse deutlich ab, vor allem weil Hardcore-Pornographie 1975 in der Bundesrepublik legalisiert wurde. Hofbauer stand dieser Gattung aber lange ablehnend gegenüber. Erst 1983 drehte er mit Rasputin – Orgien am Zarenhof seinen ersten und einzigen Hardcore-Porno, der auch in einer Soft-Fassung erschien.
In einigen seiner Filme agierten neben Laien auch Schauspieler, die später größere Bekanntheit erlangten, darunter Sascha Hehn, Andrea L’Arronge, Heiner Lauterbach und Jutta Speidel. Hofbauer bedauerte später, dass der Schulmädchen-Report-Nimbus sehr an ihm hing. Nach dem Abebben der Sexwelle inszenierte er noch einige Eastern.
Er wurde auf dem Münchner Nordfriedhof beerdigt.

## Filmografie
- 1948: Zyankali (Requisiteur)
- 1951: Kleiner Peter, große Sorgen (Stadtpark) (Regieassistent)
- 1957: Der schönste Tag meines Lebens (Regieassistenz)
- 1958: Auch Männer sind keine Engel (Wiener Luft)
- 1961–62: Vorsicht Kamera (Fernsehserie)
- 1964: Tim Frazer jagt den geheimnisvollen Mister X
- 1964: Holiday in St. Tropez
- 1965: Die Liebesquelle
- 1965: Die schwarzen Adler von Santa Fe
- 1965: Tausend Takte Übermut
- 1965: Das Geheimnis der drei Dschunken
- 1966: Schwarzer Markt der Liebe
- 1967: Heißes Pflaster Köln
- 1969: Die jungen Tiger von Hongkong
- 1969: Percy Stuart (Fernsehserie)
- 1970: Prostitution heute
- 1970: Schulmädchen-Report: Was Eltern nicht für möglich halten
- 1971: Mädchen beim Frauenarzt
- 1971: Erotik im Beruf – Was jeder Personalchef gern verschweigt
- 1971: Der neue heiße Report: Was Männer nicht für möglich halten
- 1971: Der neue Schulmädchen-Report. 2. Teil: Was Eltern den Schlaf raubt
- 1971: Urlaubsreport – Worüber Reiseleiter nicht sprechen dürfen
- 1971: Semesterferien (Fernsehserie)
- 1972: Lehrmädchen-Report
- 1972: Schulmädchen-Report. 3. Teil: Was Eltern nicht mal ahnen
- 1972: Die dressierte Frau
- 1972: Schulmädchen-Report. 4. Teil: Was Eltern oft verzweifeln läßt
- 1973: Hausfrauen Report international
- 1973: Schulmädchen-Report. 5. Teil: Was Eltern wirklich wissen sollten
- 1973: Was Schulmädchen verschweigen
- 1973: Frühreifen-Report
- 1973: Schulmädchen-Report. 6. Teil: Was Eltern gern vertuschen möchten
- 1974: Wenn die prallen Möpse hüpfen
- 1974: Dschungelmädchen für zwei Halunken
- 1974: Schulmädchen-Report. 7. Teil: Doch das Herz muß dabei sein
- 1974: Karate, Küsse, blonde Katzen (Yang chi)
- 1974: Schulmädchen-Report. 8. Teil: Was Eltern nie erfahren dürfen
- 1975: Zwei Teufelskerle auf dem Weg ins Kloster
- 1976: Karamurat – sein Kungfu ist tödlich (Kara Murat seyh gaffar’a karsi)
- 1976: Zwei Teufelskerle auf dem Weg nach Istanbul (Che carambole… ragazzi)
- 1977: Schulmädchen-Report. 11. Teil: Probieren geht über Studieren
- 1980: Maria – Nur die Nacht war Zeuge
- 1984: Rasputin – Orgien am Zarenhof